# Poliossimetilene
Il poliossimetilene (POM) è un polimero cristallino costituito da catene in cui si ripetono un ponte metilene e un atomo di ossigeno (questo blocco si chiama appunto ossimetilene), che fornisce una materia plastica di alta resistenza e a costo relativamente basso.
Noto anche con i nomi commerciali di Zellamid 900, Delrin, Tecaform, Kepital, Kematal , Ertacetal e Berlin.
Gli utilizzi delle resine acetaliche (nome del prodotto finito formato da poliossimetileni) sono particolarmente adatti a prendere il posto di parti metalliche di precisione (ingranaggi per orologi), leve, cuscinetti, viti, raccorderie per tubi, cerniere, attrezzature da sub, parti di biciclette, parti di valvole per erogare acqua calda e fredda.
Il Delrin (il primo ad essere stato introdotto sul mercato) viene anche utilizzato come materiale più economico delle penne per costruire i plettri dei moderni clavicembali.
L'utilizzo di queste resine comporta vantaggi e svantaggi:
- Vantaggi: Quando non rinforzate, e in particolare nel caso degli omopolimeri, diventano materie plastiche molto rigide, possiedono inoltre buona resistenza meccanica e durezza, nonché stabilità dimensionale in quanto assorbono poca umidità.
- Svantaggi: Il limite di impiego più importante è la facile combustione, con la produzione di fumi tossici. I prodotti non stabilizzati vengono inoltre attaccati dai raggi UV.